# لئونید پاولوفسکی
لئونید پاولوفسکی (روسی: Леонид Викторович Павловский؛ زادهٔ ۲۹ may ۱۹۴۹ (۷۶ سال)) ورزشکار هاکی روی چمن اهل اتحاد جماهیر شوروی سوسیالیستی است.
وی در مسابقات کشوری و بین‌المللی در مجموع برندهٔ ۱ مدال برنز شده‌است.